# Iridiella
Iridiella es un género de foraminífero bentónico considerado un sinónimo posterior de Hemisphaerammina de la subfamilia Hemisphaerammininae, de la familia Stegnamminidae, de la superfamilia Saccamminoidea, del suborden Saccamminina y del orden Astrorhizida. Su especie tipo era Iridiella marisalbi. Su rango cronoestratigráfico abarcaba el Holoceno.

## Discusión
Clasificaciones previas incluían Iridiella en la familia Hemisphaeramminidae de la superfamilia Astrorhizoidea, así como en el suborden Textulariina del orden Textulariida.

## Clasificación
Iridiella incluía a la siguiente especie:
- Iridiella marisalbi